# Carroll Avenue
Carroll Avenue is een straat in Angelino Heights, een van de oudere wijken van de Amerikaanse stad Los Angeles.
Het is een historische straat in Los Angeles in één van de eerste voorsteden van de stad. De straat is bekend om haar Victoriaanse huizen en trekt daarmee vele toeristen en bezoekers. De huizen zijn gebouwd in de 19e eeuw. Enkele bekende bewoners uit het Victoriaanse tijdperk waren koopman Aaron P. Philips in 1887, vastgoedmakelaar Charles C. Haskin in 1894 en magazijnexploitant Michael Sanders in 1887. Ook woonde één van de eerste raadsleden van de stad Los Angeles, Daniel Innes, op 1329 Carroll Avenue. De straat is gebruikt voor verschillende filmproducties, zoals voor een scène in de videoclip van Thriller van Michael Jackson, alsook voor de televisieserie Charmed en de film Grandma's Boy.